# Amphimeniidae
De Amphimeniidae is een familie van weekdieren uit de orde Cavibelonia.

## Geslachten
- Alexandromenia Heath, 1911
- Amphimenia Thiele, 1894
- Meromenia Leloup, 1949
- Pachymenia Heath, 1911
- Paragymnomenia Leloup, 1947
- Plathymenia Schwabl, 1961
- Proparamenia Nierstrasz, 1902
- Spengelomenia Heath, 1912
- Sputoherpia Salvini-Plawen, 1978
- Utralvoherpia Salvini-Plawen, 1978